# Амундсен, Харальд
Ха́ральд А́мундсен (норв. Harald Amundsen; 30 ноября 1962, Берум) — норвежский гребец-байдарочник, выступал за сборную Норвегии на всём протяжении 1980-х годов. Участник двух летних Олимпийских игр, чемпион мира, победитель многих регат национального и международного значения.

## Биография
Харальд Амундсен родился 30 ноября 1962 года в коммуне Берум губернии Акерсхус. Активно заниматься греблей начал с раннего детства по примеру старшего брата Стейнара Амундсена, олимпийского чемпиона 1962 года. Проходил подготовку в местном одноимённом каноэ-клубе «Берум».
Первого серьёзного успеха на взрослом международном уровне добился в 1983 году, когда попал в основной состав норвежской национальной сборной и побывал на чемпионате мира в финском Тампере, откуда привёз награду серебряного достоинства, выигранную в зачёте четырёхместных байдарок на дистанции 10000 метров — лучше финишировал только экипаж из СССР. Благодаря череде удачных выступлений удостоился права защищать честь страны на летних Олимпийских играх 1984 года в Лос-Анджелесе — в двойках вместе с напарником Эйнаром Расмуссеном на километровой дистанции дошёл лишь до стадии полуфиналов.
В 1987 году Амундсен выступил на мировом первенстве в немецком Дуйсбурге, где в четвёрках на десяти километрах обогнал всех своих соперников и завоевал тем самым золотую медаль. Будучи одним из лидеров гребной команды Норвегии, благополучно прошёл квалификацию на Олимпийские игры 1988 года в Сеуле — в двойках в паре со Свейном Эгилем Сольвангом дошёл до финала и в решающем заезде показал восьмой результат. Вскоре по окончании этой Олимпиады принял решение завершить карьеру профессионального спортсмена, уступив место в сборной молодым норвежским гребцам.